# Batalha de Irún
A Batalha de Irún foi a mais crítica da Campanha de Guipúscoa, durante a Guerra Civil Espanhola, antecedendo a Ofensiva do Norte. Os combates se realizaram entre 19 de agosto a 5 de setembro de 1936.
O Exército Nacionalista, sob o comando de  Alfonso Beorlegui, capturou a cidade de Irún isolando as províncias do norte de Guipúscoa, Biscaia, Santander e Astúrias de sua fonte de armas e de suprimentos da França.

## Antecedentes
Irún está localizada na costa nordeste da Espanha, entre a fronteira com a França e a cidade de San Sebastian. A cidade era defendida por 3.000  republicanos, incluindo milicianos anarquistas da  CNT, mineiros das Astúrias, nacionalistas bascos e voluntários comunistas franceses organizados por Andre Marty, mais tarde um dos organizadores das Brigadas Internacionais.  A força do major Beorlegui era menor, mas incluia peças de artilharia de 155 milímetros, tanques leves alemães, e o apoio de bombardeiros Junkers Ju 52, recebebendo como auxilio um contingente de 700 homens da Legião Estrangeira Espanhola.

## A batalha
Os navios nacionalistas da Espanha, Almirante Cervera e Velasco bombardearam a cidade em 11 de agosto. O principal combate ocorreu no sul da cidade. O pico da batalha ocorreu no convento de San Marcial, que era defendido pelos mineiros asturianos e milícias que jogaram dinamite e rochas quando ficaram sem munição.
Os franceses haviam fechado a fronteira com a Espanha, em 8 de agosto, ocasionando a uma escassez de munições e mantimentos no lado republicano.Quando os republicanos finalmente abandonou a cidade, eles atearam fogo para destruir qualquer coisa que possa ajudar os nacionalistas. Durante o restante da guerra, quando os nacionalistas bombardeavam, e em seguida, ocupavam a cidade, eles anunciavam que os republicanos haviam destruído ela, citando o exemplo de Irún. Beorlegui foi ferido por uma bala quando entrou na cidade. Ele se recusou a ter o ferimento tratado e morreu de gangrena.